# Unna-Trilogie
Als Unna-Trilogie werden die Filme
- Bang Boom Bang – Ein todsicheres Ding (1999),
- Was nicht passt, wird passend gemacht (2002) und
- Goldene Zeiten (2006)

des Regisseurs Peter Thorwarth bezeichnet. Thorwarth selbst gibt an, die drei Filme zunächst nicht als Trilogie unter diesem Titel geplant zu haben.